# МП 34
Због ограничења која су јој постављена након пораза у Првом свјетском рату, њемачка нација била је приморана да буде креативна у својим програмима наоружавања који иду у Други свјетски рат. Версајски уговор забранио је многе врсте оружја као што су подморнице и тенкови, док су још мање, попут митраљеза, ограничене само на дизајнирање. Као такво, неколико оружја насталих у Њемачкој развијено је и произведено другде. То је доказао случај са полуаутоматом С1-100 који је остао најбоље упамћен као "МП 34".

## Историја
Рајнметал из Њемачке на челу је дизајнирао овај нови аутомат, који је у суштини био даљњи развој Мшинпиштоља из Првог свјетског рата 1918. године - „МП18“ - који је постао прва права свјетска машина на свијету коју је бројно прихватила првокласна војска. Рајнметал је затим послао прелиминарне радове својој подружници у Швајцарској - Вафенфабрик Солотурн АГ - гдје би дизајн могао бити прототипиран и тестиран. Међутим, Солотхурну су недостајали производни погони за прављење новог оружја у потребном броју и његова национална правила ограничила су извоз оружја. То је на крају довело до тога да је аутомат послат у аустријски вафенфабрик Штајер, где је могао да се направи као Штајер-Солотурн "С1-100". Производња је започела 1929. године. С1-100 је нашао предност аустријским полицијским снагама и усвојен је као "Штајер МП30". Ово оружје је користило стандардизовани аустријски 9х23мм штајер метак. Аустријска војска слиједила је по узору када је С1-100 добила „Штајер МП34“, иако су ове пушке биле намијењене за Маусер 9х25мм (Маусер Екпорт) метку.

## Карактеристике
Основнa акцијa аутомата билa је доступнa кроз горњи поклопац. Селектор начина паљбе направљен је у облику клизног прекидача, који се налази на левој страни кундака. Ране пушке имале су Шмајсерово сигурносно закључавање вијка у облику реза у облику куке који се користио за затезање вијка када је вијак закључан. Касније је додатна ручна сигурност додата на горњи поклопац, испред стражњег нишана. Храњење је било са лијеве стране, а оквир је благо нагнут према напријед за позитивније избацивање чаура са десне стране. Оквир је имао необичан уређај за пуњење магазина, са прорезима за магазин на дну. Уклоњени магазин убачен је у овај уређај одоздо, а затим је стрелац ставио стрижне копче у врх уређаја и гурнуо метке доље у лежиште. МП 34 је направљен по високом стандарду, што га је чинило и тешким и скупим за производњу. Међутим, ове особине су имале и за невјероватно ефикасно аутоматско оружје. Аутомат је пуцао из повратног дизајна са отвореним вијком до распона од 650 стопа (максимални ефекат). Систем би могао да одржава брзину паљбе од 500 метака у минути. На раму оружја налазио се дрвени пријемник са интегралним кундаком за рамена, док су кључне металне компоненте биле уграђене. Као и код других дизајна пушака из тог периода, одвојиви магацин са 20 или за метака убачен је у лијеву страну оружја. Цијев је избочена само мало испред дрвеног тијела и била је обавијена јаком перфорираном јакном како би унаприједила хлађење и сигурност оператера. Цијев је такође држала бајонетни носач за блиски рад ножа, ако је потребно. Укупна маса је била 4.25 кг са укупном дужином од 850 мм и и дужином цијеви од 200 мм.

## Корисници
- Аустрија[3]
- Боливија[4][5]
- Чиле[6]
- Република Кина[7]
- Краљевина Грчка Кориштено од стране полиције и жандармерских снага [8]
- Ел Салвадор[6]
- Нацистичка Њемачка[9]
- Мађарска[3]
- Јапанско царство[9]
- Перу[10]
- Португал[9]
- Шведска[9]
- Уругвај[6]
- Независна Држава Хрватска
- Партизани и Четници[11]